# Freigné
Freigné és un municipi francès situat al departament de Maine i Loira i a la regió de País del Loira. L'any 2007 tenia 1.138 habitants.

## Demografia

### Població
El 2007 la població de fet de Freigné era de 1.138 persones. Hi havia 420 famílies de les quals 96 eren unipersonals (40 homes vivint sols i 56 dones vivint soles), 148 parelles sense fills, 156 parelles amb fills i 20 famílies monoparentals amb fills.
La població ha evolucionat segons el següent gràfic:
Habitants censats

### Habitatges
El 2007 hi havia 492 habitatges, 432 eren l'habitatge principal de la família, 22 eren segones residències i 38 estaven desocupats. 469 eren cases i 23 eren apartaments. Dels 432 habitatges principals, 313 estaven ocupats pels seus propietaris, 113 estaven llogats i ocupats pels llogaters i 6 estaven cedits a títol gratuït; 4 tenien una cambra, 22 en tenien dues, 62 en tenien tres, 114 en tenien quatre i 230 en tenien cinc o més. 321 habitatges disposaven pel capbaix d'una plaça de pàrquing. A 208 habitatges hi havia un automòbil i a 187 n'hi havia dos o més.

### Piràmide de població
La piràmide de població per edats i sexe el 2009 era:
| Homes | Edats   | Dones |
| ----- | ------- | ----- |
| 0     | 95 o +  | 1     |
| 1     | 90 a 94 | 1     |
| 6     | 85 a 89 | 8     |
| 10    | 80 a 84 | 4     |
| 15    | 75 a 79 | 22    |
| 17    | 70 a 74 | 17    |
| 17    | 65 a 69 | 23    |
| 32    | 60 a 64 | 31    |
| 27    | 55 a 59 | 24    |
| 44    | 50 a 54 | 39    |
| 23    | 45 a 49 | 25    |
| 42    | 40 a 44 | 36    |
| 32    | 35 a 39 | 23    |
| 35    | 30 a 34 | 40    |
| 30    | 25 a 29 | 30    |
| 34    | 20 a 24 | 23    |
| 38    | 15 a 19 | 40    |
| 33    | 10 a 14 | 44    |
| 33    | 5 a 9   | 36    |
| 25    | 0 a 4   | 23    |

## Economia
El 2007 la població en edat de treballar era de 725 persones, 529 eren actives i 196 eren inactives. De les 529 persones actives 497 estaven ocupades (277 homes i 220 dones) i 32 estaven aturades (9 homes i 23 dones). De les 196 persones inactives 64 estaven jubilades, 65 estaven estudiant i 67 estaven classificades com a «altres inactius».

### Ingressos
El 2009 a Freigné hi havia 432 unitats fiscals que integraven 1.135 persones, la mediana anual d'ingressos fiscals per persona era de 14.746 €.

### Activitats econòmiques
Dels 34 establiments que hi havia el 2007, 3 eren d'empreses extractives, 1 d'una empresa alimentària, 1 d'una empresa de fabricació d'altres productes industrials, 7 d'empreses de construcció, 7 d'empreses de comerç i reparació d'automòbils, 2 d'empreses de transport, 3 d'empreses d'hostatgeria i restauració, 2 d'empreses financeres, 4 d'empreses de serveis, 1 d'una entitat de l'administració pública i 3 d'empreses classificades com a «altres activitats de serveis».
Dels 11 establiments de servei als particulars que hi havia el 2009, 1 era una oficina bancària, 1 taller de reparació d'automòbils i de material agrícola, 1 paleta, 1 guixaire pintor, 2 fusteries, 4 lampisteries i 1 perruqueria.
L'únic establiment comercial que hi havia el 2009 era una fleca.
L'any 2000 a Freigné hi havia 114 explotacions agrícoles que ocupaven un total de 4.560 hectàrees.

## Equipaments sanitaris i escolars
El 2009 hi havia una escola elemental.

## Poblacions més properes
El següent diagrama mostra les poblacions més properes.